# Juillet 1966
Cette page présente les faits marquants du mois de juillet 1966.

## Évènements
- Indonésie : Soekarno est déchu du titre de président à vie. Il conserve un droit de regard nominal sur les affaires gouvernementales. Un présidium prend le pouvoir, composé de Soeharto (représentant de l’armée), d’Adam Malik (du parti Murba (en), « marxiste national »), du sultan Hamengkubuwono IX de Yogyakarta (proche du Parti socialiste indonésien interdit en 1960), Idham Chalid (Nahdatul Ulama) et Sanusi Hardjdinata (droite du Parti national indonésien soekarniste). Un remaniement a lieu le 11 octobre.

- 1er juillet : démission du vice-président Aleksandar Ranković en République fédérale socialiste de Yougoslavie[1]. Tentative de libéralisation du régime par Stane Kavčič (1966-1968).

- 2 juillet : première explosion française dans le Pacifique. Début des Essais nucléaires français sur les atolls de Moruroa et Fangataufa..

- 3 juillet (Formule 1) : Grand Prix automobile de France.

- 6 juillet : le Malawi devient une république. Le Malawi Congress Party (MCW) devient le parti unique du Malawi. Hastings Kamuzu Banda est élu président.

- 7 - 25 juillet : opération Hastings (en) au Viêt Nam.

- 8 juillet : le roi du Burundi Mwambutsa IV est déposé par son fils Ntare V le Lion.

- 16 juillet (Formule 1) : Grand Prix de Grande-Bretagne.
- 18 juillet - 21 juillet : mission spatiale Gemini 10, à bord John Young (astronaute) et Michael Collins (astronaute) effectuent 43 orbites durant 3 jours environ.

- 18 - 23 juillet : émeutes raciales à Hough, à Cleveland (Ohio).

- 24 juillet (Formule 1) : Grand Prix automobile des Pays-Bas.

- 29 juillet :
  - Le président du Nigeria Johnson Aguiyi-Ironsi est assassiné.
  - Nuit des Longs Bâtons (Noche de los Bastones Largos) en Argentine. La police déloge les professeurs et les étudiants qui ont investi cinq universités.

- 30 juillet - 6 aout : le 51e congrès mondial d’espéranto a lieu à Budapest. Il rassemble 3975 participants.

## Naissances
- 2 juillet : Peter De Clercq, coureur cycliste belge.
- 5 juillet : Laurence Ferrari, journaliste présentatrice française.
- 8 juillet : Ralf Altmeyer, virologue allemand.
- 9 juillet : Amélie Nothomb, romancière belge.
- 11 juillet : Cheb Mami, chanteur algérien.
- 12 juillet : Stéphane Lippert, journaliste français.
- 15 juillet : Irène Jacob, actrice française.
- 18 juillet : 
  - Cholban Kara-ool, homme politique russe.
  - Iouri Gotsaniouk, homme politique russe.
- 20 juillet :
  - Aisha Abubakar, femme politique nigériane
  - Stone Gossard, guitariste américain (Pearl Jam).
- 25 juillet : Linda Lemay, chanteuse canadienne.
- 27 juillet : Al Charron, ancien joueur de rugby à XV canadien.
- 28 juillet : Liz Cheney, représentante des États-Unis pour le Wyoming depuis 2017.

## Décès
- 10 juillet : Malvina Hoffman, sculpteur d'origine américaine.
- 11 juillet : Général A.G.L. McNaughton, officier et diplomate canadien.
- 14 juillet : Julie Manet, peintre française (° 14 novembre 1878).
- 23 juillet : Montgomery Clift, vedette américaine de cinéma.
- 25 juillet : Tony Lema, champion américain de golf.
- 31 juillet : Bud Powell, pianiste de jazz américain (° 27 septembre 1924).